# Sprachschule
Eine Sprachschule oder Sprachenschule  früher auch Sprachinstitut ist eine besondere Schule, an der Sprachen gelehrt werden.
Sprachenschulen werden entweder von Ausländern besucht, die die jeweilige Landessprache lernen wollen, oder von Personen, die Kenntnisse in Fremdsprachen neu erwerben oder vertiefen möchten.

## Angebote, Ausstattung und Auswahl
Die Angebote von Sprachenschulen unterscheiden sich hinsichtlich der Zahl der Teilnehmer – Einzel-, Kleingruppen- oder Gruppenunterricht –, hinsichtlich der Zielgruppe – z. B. Firmenschulungen für Mitarbeiter –, hinsichtlich der Dauer und Häufigkeit des Unterrichts – Intensivkurse, Wochenendkurse.
An manchen Sprachenschulen können Abschlüsse in Fremdsprachenberufen abgelegt werden. Manche Sprachenschulen organisieren auch Sprachreisen und Auslandsaufenthalte.
Für den Erwerb der deutschen Sprache sind die Goethe-Institute international von großer Bedeutung.
Folgende Kriterien sind bei der Auswahl einer Sprachenschule und eines dort angebotenen Kurses zu beachten:
- Qualifikation der Fremdsprachenlehrer: Abgeschlossenes Hochschulstudium, Lehrerfahrung, didaktische und methodische Kompetenz
- Kurskosten inklusive oder zusätzliche Kosten für Anmeldung u. Ä.
- Gruppengröße, besonders bei Kursen mit Schwerpunkt Kommunikative Kompetenz
- Individuelle Lernberatung und Betreuung
- Referenzen

Bei professionell organisierten Sprachschulen ist von einer relevanten (Hochschul-)Qualifikation in aller Regel auszugehen. Schwieriger einzuschätzen sind für Kunden die Themen „Kurskosten“ und „Gruppengröße“. Bezogen auf die Kosten ist der Umgang mit Wechselkursen zu beachten, da sich durch Schwankungen der Preis für den üblicherweise im Ausland stattfindenden Sprachkurs deutlich verändern kann. Typischerweise betreiben Sprachreiseveranstalter eine Wechselkursabsicherung, die dem Kunden den Kurspreis zum Buchungsdatum sichert. Bei einer direkten Buchung der Sprachschule im Ausland ist dies nicht der Fall.
Die Gruppengröße beinhaltet ebenfalls abzuwägende Fragen: Generell sind kleine Gruppen besser, weil das Betreuungsverhältnis Lehrer zu Sprachschüler besser ist. Dies bedeutet aber nicht automatisch, dass kleine Sprachschulen besser sind als große, weil große Sprachschulen in vielen Fällen deutlich mehr Sprachniveaus anbieten als kleine. Die Relevanz dieser Betrachtung wird unter Berücksichtigung des Gemeinsamen Europäischen Referenzrahmens deutlich. Benötigt ein Student z. B. 1 Jahr zum Durchlaufen aller Stufen von A1 bis C2, so sitzt er in einer kleinen Schule mit 6 unterschiedlichen Kursniveaus im Durchschnitt knapp 9 Wochen in einem Niveau. Eine große Sprachschule mit 12 Kursstufen kann diese Zeit pro Niveau auf rund vier Wochen reduzieren. Dies führt dazu, dass die Sprachkenntnisse der Teilnehmer eines Niveaus deutlich homogener sind, und hierdurch teilweise das Betreuungsverhältnis durch höhere inhaltliche Relevanz ausgeglichen wird.

## Staatliche oder staatlich unterstützte Institutionen
Etliche europäische Staaten unterhalten ein Netz von Sprachenschulen im jeweiligen In- und Ausland, die den Erwerb der Landessprache fördern und jedermann zugänglich machen sollen. Dazu zählen:
- Deutschland: Goethe-Institut
- China: Mandarin Learning Center
- Frankreich: Alliance française
- Großbritannien: British Council
- Spanien: Instituto Cervantes

## Private Schulen, Marktsituation
Der Markt der privaten Sprachenschulen ist weltweit stark differenziert. Konzentrationstendenzen bestehen erst im Ansatz.
Privatschulen als Ersatzschulen sind in Deutschland anzeigepflichtig, jedoch nicht genehmigungspflichtig. Die jeweiligen Kultusministerien der Bundesländer agieren als Aufsichtsinstitution. Für Ergänzungsschulen besteht keine Anzeigepflicht. Sie sind in ihrer Kurs- und Lehrplangestaltung völlig unabhängig.
Ein Beispiel für eine private Sprachschule mit langer Tradition ist die Berliner Hartnackschule.
Die einzelnen Institute großer Ketten werden in der Regel inhabergeführt als Franchise-Filialen geleitet.
Für ein breites Publikum bieten die Volkshochschulen preisgünstige Sprachkurse an.
Der „Verband Deutscher Privatschulen (VDP)“ ist bundesweites Sprachrohr für zahlreiche private Sprachenschulen in Deutschland und ist als Lobbyist und Öffentlichkeitsarbeiter für diese tätig. Ihm sind 38 deutsche Sprachschulen angeschlossen.